# U d'Orió
U d'Orió (U Orionis) és un estel variable en la constel·lació d'Orió, visualment situada 21 minuts d'arc a l'oest de χ¹ Orionis. Es troba aproximadament a 1.000 anys llum del sistema solar.

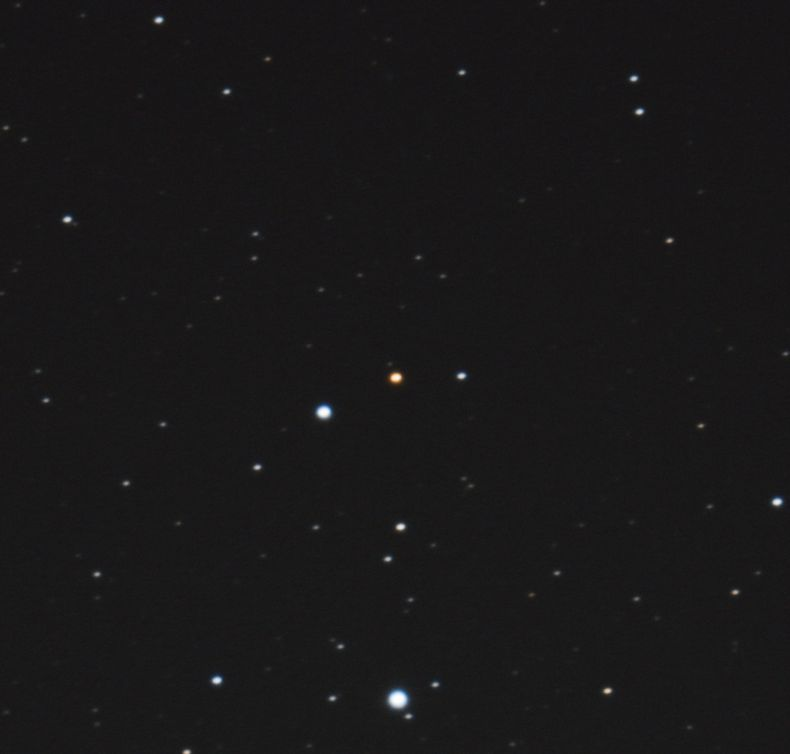
U Orionis al centre de la imatge amb una magnitud visual d'aproximadament 12 (5 de febrer de 2017)

U d'Orió és una variable Mira rica en oxigen de tipus espectral M8III. La seva lluentor oscil·la entre magnitud +4,8 i +13 en un període de 368,3 dies, havent-se observat una variació en aquest període al llarg del temps entre 367,9 i 376,0 dies.
El seu diàmetre angular, mesurat en banda K i corregit per l'efecte d'enfosquiment de limbe, és de 10,86 mil·lisegons d'arc; a una distància de 1.000 anys llum, correspon a un radi 470 vegades més gran que el del Sol.
Mitjançant ocultació lunar s'ha mesurat un valor similar del seu diàmetre angular, també en banda K, de 11,90 mil·lisegons d'arc; així mateix, existeix evidència que la seva atmosfera pot ser asimètrica. U Orionis té una temperatura superficial de 2.905 ± 80 K i la seva lluminositat s'estima 9.700 ± 4.000 vegades major que la lluminositat solar.

U d'Orió és un estel brillant a l'infraroig, l'espectre del qual en aquesta regió mostra vapor d'aigua així com línies d'emissió fortes d'OH. Així mateix existeix emissió d'aigua a la regió de microones i emissió màser de SiO. La polarització de la radiació emesa probablement està produïda per la presència de pols circumestel·lar.
Va ser descoberta per John Ellard Gore el 13 de desembre de 1885.